# Sargento Cabral (departement)
Sargento Cabral is een departement in de Argentijnse provincie Chaco. Het departement (Spaans:  departamento) heeft een oppervlakte van 1.651 km² en telt 15.030 inwoners.

## Plaatsen in departement Sargento Cabral
- Capitán Solari
- Colonia Elisa
- Colonias Unidas
- Las Garcitas